# Interior Gateway Protocol
Als Interior Gateway Protocol (IGP) werden Routingprotokolle bezeichnet, die innerhalb von autonomen Systemen eingesetzt werden (Intradomain-Routing).
Im Gegensatz zu Exterior-Gateway-Protokollen (EGP) zeichnen sie sich durch besondere Fähigkeiten im Umgang mit komplizierten Netzwerktopologien aus. Auch Funktionen zu Traffic Engineering wie OSPF-TE sind anzutreffen.
Die verwendeten EGPs bauen normalerweise auf der von den IGPs sichergestellten Infrastruktur auf. Daher läuft im Normalfall pro Netzwerkprotokoll genau ein EGP parallel mit genau einem IGP.

## Varianten
Je nach Topologie des Netzwerks werden heutzutage meist verwendet:
- OSPF
- EIGRP
- IS-IS

Aufgrund ihres Alters oder ihrer einfachen Struktur nur noch selten oder in besonderen Netztopologien verwendet werden:
- RIP
- IGRP

## Normen und Standards
- RFC: <a href='https://datatracker.ietf.org/doc/html/rfc1074' class='extiw' title='rfc:1074'>1074</a> – The NSFNET Backbone SPF based Interior Gateway Protocol. (englisch).
- RFC: <a href='https://datatracker.ietf.org/doc/html/rfc3785' class='extiw' title='rfc:3785'>3785</a> – Use of Interior Gateway Protocol (IGP) Metric as a second MPLS Traffic Engineering (TE) Metric. (englisch).
- RFC: <a href='https://datatracker.ietf.org/doc/html/rfc3906' class='extiw' title='rfc:3906'>3906</a> – Calculating Interior Gateway Protocol (IGP) Routes Over Traffic Engineering Tunnels. (englisch).